# Grupo N.º 5 da RAAF
O Grupo N.º 5 da RAAF foi um grupo de manutenção da Real Força Aérea Australiana (RAAF) criado na Segunda Guerra Mundial. Foi formado em junho de 1942 como parte de uma reorganização da força aérea que viu as funções de manutenção transferidas dos comandos de área para grupos funcionais dedicados. O grupo foi dissolvido após a guerra em janeiro de 1946.

## História
No dia 23 de maio de 1942, o primeiro-ministro australiano John Curtin concordou com uma proposta feita pelo Vice-marechal do ar George Jones, Chefe do Estado-Maior da RAAF, de estabelecer até cinco grupos de manutenção como parte de uma reorganização mais ampla da força aérea em linhas semi-geográficas e semi-funcionais. Esses grupos deveriam ter a tarefa de apoiar os cinco comandos de área operacionais da RAAF.
O Grupo N.º 5 foi o primeiro desses grupos a ser estabelecido e foi formado no dia 1 de junho de 1942. O seu comandante inaugural foi o capitão do grupo D. E. L. Wilson, e o quartel-general do grupo estava localizado no subúrbio de Sydney de Darling Point. No evento, o único outro grupo de manutenção a ser formado foi o Grupo N.º 4 estabelecido em 14 de setembro de 1942. O grupo N.º 5 era responsável pela administração das unidades de manutenção da RAAF localizadas nos estados australianos de Nova Gales do Sul e Queensland, bem como na cidade de Noumea na Nova Caledónia. No início de 1943, o grupo reportava directamente à sede da RAAF.
Após o fim da guerra, o grupo foi dissolvido em Sydney em 13 de janeiro de 1946.